# Maria Bründl (Landshut)

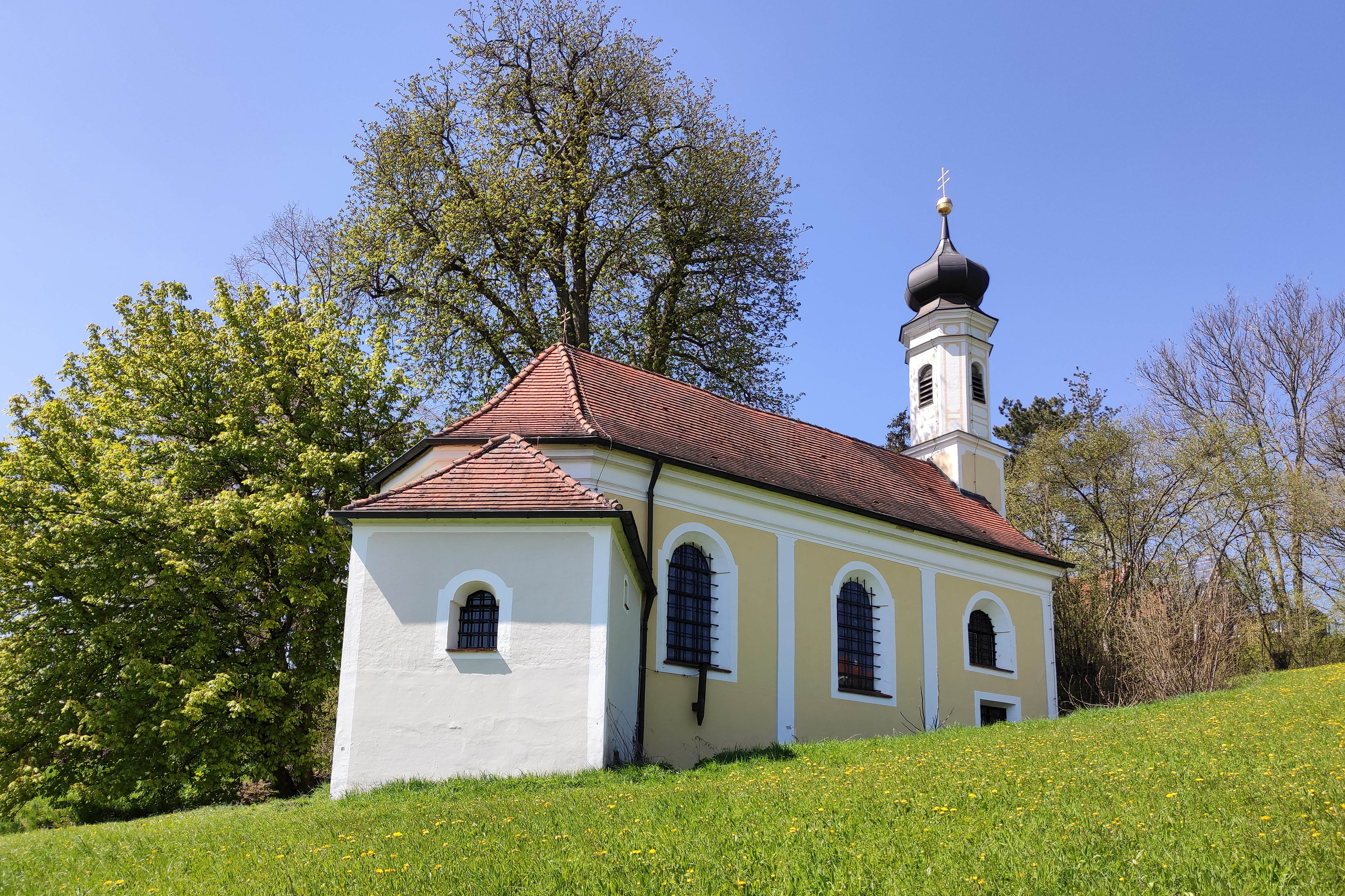
Außenansicht der Wallfahrtskirche Maria Bründl von Südosten

Die römisch-katholische Wallfahrtskirche Maria Bründl (auch Maria Brünnl) im Landshuter Stadtteil Berg ist eine barocke Saalkirche, die im Jahr 1719 errichtet wurde. Sie gehört zur Pfarrei Heilig Blut im Dekanat Landshut des Erzbistums München und Freising. Das Patrozinium wird am Festtag Mariä Geburt (8. September) begangen. Das Gotteshaus ist als Baudenkmal mit der Nummer D-2-61-000-580 beim Bayerischen Landesamt für Denkmalpflege eingetragen.

## Lage
Das Kirchlein am südlichen Stadtrand von Landshut ist nur über einen Fußweg erreichbar, der weiter nach Salzdorf führt. Es liegt auf etwa 475 m ü. NN nahe der sogenannten Weickmannshöhe (498 m ü. NN) und ist vor allem nach Süden, zum Beispiel vom Salzdorfer Tal aus, weithin sichtbar. Westlich des Kirchleins befindet sich ein kleines Brunnenhaus.

## Geschichte
Die Entstehung der Wallfahrt nach Maria Bründl geht auf den Landshuter Riemer Thomas Amplatz zurück. Dieser erfuhr am 29. September 1661 von einer Quelle am Wegesrand von Landshut nach Geisenhausen, welche jahrelang versiegt war und nun wieder Wasser fließen ließ. Bereits am Folgetag richtete er die Quelle mit einem Holzgeländer für eine spätere Benutzung als Wallfahrtsstätte her. Am 21. Oktober 1661 stellte er eine Kreuzsäule mit einer Kopie des Maria-Hilf-Bildes von Lucas Cranach d. Ä. auf, die er einige Jahre zuvor bei einer Wallfahrt nach Passau erstanden hatte. Noch im selben Jahr errichtete Amplatz eigenhändig eine kleine Kapelle aus Holz über der Gnadensäule – finanziert aus den Opfergaben vorbeikommender Reisender. Schnell entwickelte sich eine unter Landshuter Bürgern beliebte Wallfahrt, welche durch Berichte über das wundertätige Quellwasser und zahlreiche Votivgaben genährt wurde. Am 13. April 1663 besuchte der bayerische Kurfürst Ferdinand Maria die kleine Kapelle auf der Durchreise nach Altötting. In der Folge entstand als Nebenerscheinung der Wallfahrt sogar ein kleiner „Badebetrieb“. 1666 wurde schließlich anstelle der hölzernen eine steinerne Kapelle errichtet.
Nach dem Tod von Thomas Amplatz im Jahr 1674 stagnierte die Wallfahrt zunächst. Auch die Klausner, die Maria Bründl seit 1676 bewohnten, zeigten meist wenig Interesse an dem Kirchlein. Erst durch den Einzug von Klausner Balthasar Falkner 1706 erlebte die Wallfahrt einen erneuten Aufschwung. Da er Andachten hielt und um Spenden für den Ausbau der Gnadenstätte warb, wurde die Kapelle baulich verbessert und am 27. August 1710 durch den Freisinger Weihbischof Johann Sigmund Zeller erstmals geweiht, sodass nun auch Messen in Maria Bründl gelesen werden konnten. Mit der Berufung von Georg Christoph Pexenfelder zum Pfarrvikar von Heilig Blut 1711 trat ein weiterer großer Förderer der Wallfahrtsstätte auf den Plan. Seinen Posten hatte Pexenfelder bis zum Jahr 1764 inne, sodass die ersten hundert Jahre der Wallfahrtsgeschichte dank seiner und Amplatz' Aufzeichnungen sehr gut dokumentiert sind. Im Jahre 1719 erhielt Pexenfelder die Erlaubnis, anstelle der Kapelle die heutige barocke Wallfahrtskirche errichten zu lassen. Die Bauarbeiten müssen zwischen dem 22. Mai und dem 20. Oktober 1719 ausgeführt worden sein, da in diesem Zeitraum das Gnadenbild eigens in die Pfarrkirche Heilig Blut übertragen wurde. Im Folgejahr wurde der Bau wiederum von Johann Sigmund Zeller konsekriert. Die Ausstattung des Innenraumes zog sich über eine längere Zeit hin. 1726 wurde der Hochaltar von dem Landshuter Bildhauer Anton Neu errichtet. 1744/45 kam der Seitenaltar hinzu. Die Kanzel, verziert mit vier Medaillons des berühmten Landshuter Bildhauers Christian Jorhan d. Ä., entstand gar erst im Jahr 1795.
Bereits im Jahr 1731 war der letzte Klausner von Maria Bründl ausgezogen. Seither wird die Kirche von einem Mesner betreut. Beeinflusst vom Zeitgeist der Aufklärung und Säkularisation wurde um 1800 das beträchtliche Vermögen der Wallfahrtskirche herangezogen, um die neu gegründete Schule in Berg ob Landshut zu finanzieren. Im Jahr 1808 ließ der Pfarrer von Heilig Blut die inzwischen über 200 Votivtafeln entfernen sowie die barocken Wand- und Deckengemälde übertünchen. Die drei Hauptgemälde am Gewölbescheitel konnten 1968 wieder freigelegt werden. Weitere barocke Fresken wurden im Zuge einer Renovierungsmaßnahme in den Jahren 1987/88 restauriert, als auch die Statik des Gewölbes verbessert wurde. Bis zum Jahr 2007 wurde die Kirche außen und innen umfassend renoviert. Im Zuge des Zweiten Weltkrieges wurden 1942 die beiden Glocken des Gotteshauses beschlagnahmt. Sie konnten jedoch 1948 unbeschadet zurückgeholt werden. Heute dient die Wallfahrtskapelle vorwiegend zum stillen Gebet. Einmal wöchentlich, immer montags um 8.00 Uhr, wird eine heilige Messe gelesen. Am Dreizehnten jedes Monats beten Wallfahrer außerdem einen Fatima-Rosenkranz.

## Architektur

### Außenbau
Die kleine Saalkirche mit Satteldach ist nicht wie zur Erbauungszeit üblich nach Osten ausgerichtet, sondern eher nach Süden. Sie umfasst ein Schiff mit drei Jochen und einen Chorschluss in drei Seiten des Sechsecks. Der Chor besitzt somit die gleiche Breite wie das Langhaus und ist nicht eingezogen. Der Außenbau wird durch weiße Lisenen gegliedert, die von der Wandfarbe Ocker deutlich abheben. Die Fensteröffnungen schließen im leicht eingezogenen Rundbogen. An die Schrägseite des Chors, die nach Südosten zeigt, ist eine Sakristei mit abgewalmtem Dach angefügt. Auf der Nordseite ist der schlanke, barocke Turm mit Lisenengliederung angebaut. Der quadratische Unterbau umfasst zwei Geschosse, die jeweils von einem weit auskragenden Gesims bekrönt werden. Darüber erhebt sich ein achtseitiger Oberbau, der den Glockenstuhl enthält und nach vier Seiten hin rundbogige Schallöffnungen aufweist. Den oberen Abschluss bildet eine stark eingeschnürte Zwiebelkuppel.

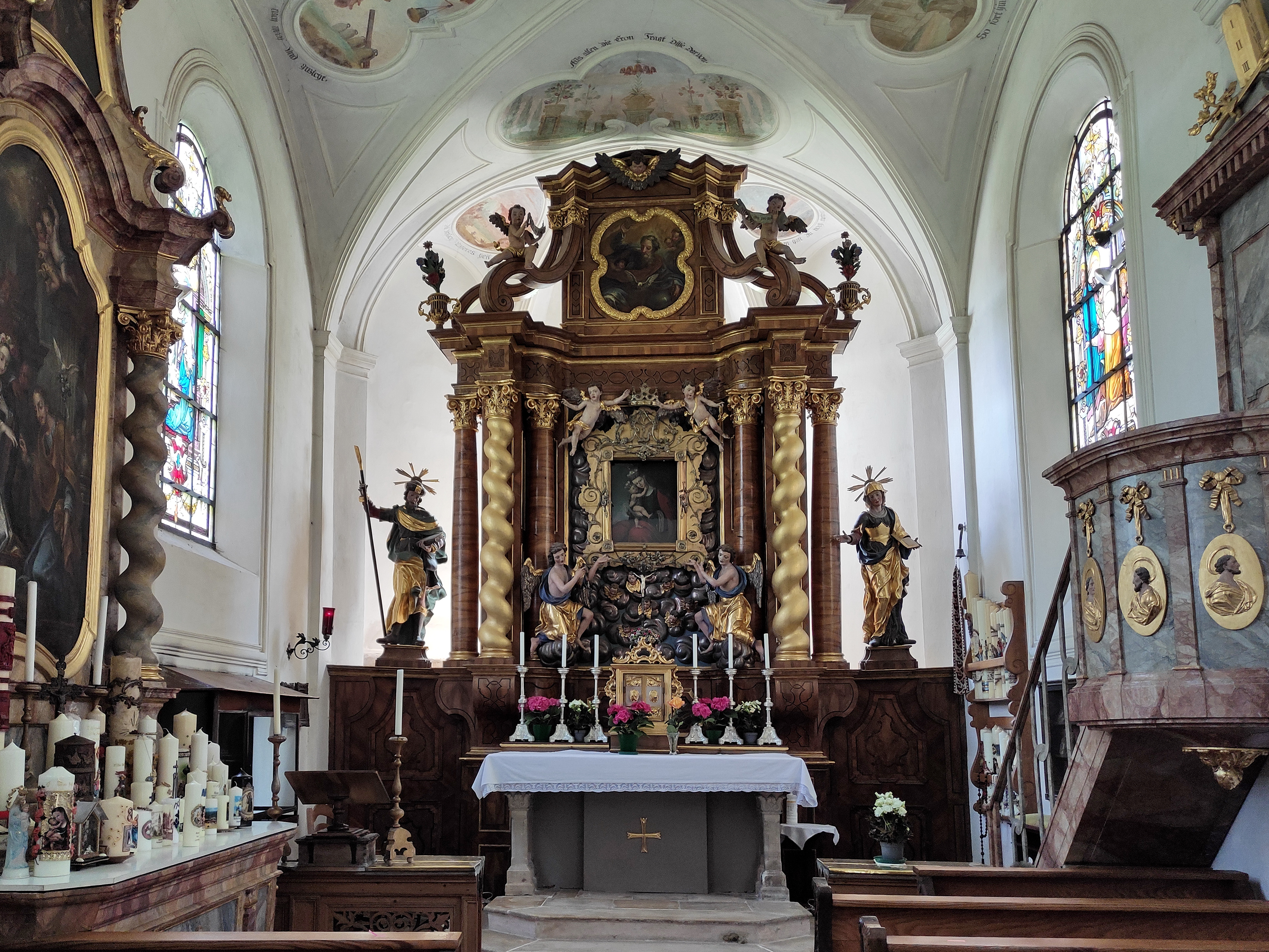
Innenraum

### Innenraum
Betritt der Besucher die Kirche durch das Kirchenportal auf der Westseite, so gelangt er in den Raum unterhalb der Orgelempore, einer einfachen Holzkonstruktion, die im rückwärtigen Langhausjoch eingezogen ist. Dieser Bereich ist durch ein einfaches, schmiedeeisernes Abschlussgitter vom übrigen Kirchenraum getrennt. Der Innenraum wird von Pilastern mit stark profilierten Kapitellen gegliedert und von einem Tonnengewölbe mit Stichkappen überspannt. Die Fensteröffnungen werden von Profilstuck eingerahmt.

## Ausstattung

### Hochaltar
Der Hochaltar wurde 1726 von dem Landshuter Bildhauer Anton Neu aus Nussbaumholz mit Intarsien geschaffen. Er nimmt die gesamte Breite des Kirchenschiffes ein und trennt den Chorschluss vom Langhaus. Er verfügt über zwei mit Türen abgeschlossene seitliche Durchgänge. Der Aufbau wird von vier Rundsäulen und zwei vorgestellten, gewundenen Säulen getragen. Die zentrale Darstellung bildet das von Thomas Amplatz gestiftete Maria-Hilf-Gnadenbild, das von einem vergoldeten Kupferrahmen im Rokokostil umgeben ist, der 1764 von dem Landshuter Goldschmied Martin Spitzlberger geschaffen wurde. Oberhalb des Gnadenbildes befinden sich zwei kleine Engelsfiguren, die eine mit Schmucksteinen besetzte Halbkrone über das Haupt Mariens halten. Unterhalb des Hauptbildes sind zwei weitere Engel angeordnet, die das Gnadenbild in die Höhe zu halten scheinen. Dazwischen befindet sich eine Schnitzarbeit, die Engelsköpfe vor schwarzem Gewölk erkennen lässt. Das von vier Voluten flankierte Auszugsbild in einem Vierpassrahmen zeigt Gott Vater. Darüber ist im Halbrelief eine Heilig-Geist-Taube dargestellt, welche die Heilige Dreifaltigkeit vervollständigt. Auf dem steinernen Stipes, der im 19. Jahrhundert ergänzt wurde, befindet sich ein Tabernakel in barockisierenden Formen. Darauf sind in einem kleinen Reliquiar ein Kreuzpartikel und ein schwarzes Altarkreuz mit einem elfenbeinernen Korpus zu sehen. Über den seitlichen Durchgängen befinden sich Figuren der Eltern Mariens, des heiligen Joachim (links) und der heiligen Anna (rechts). Die Fassung des Hochaltares in Gold und Silber stammt von dem Landshuter Maler Georg Franz Fischer.

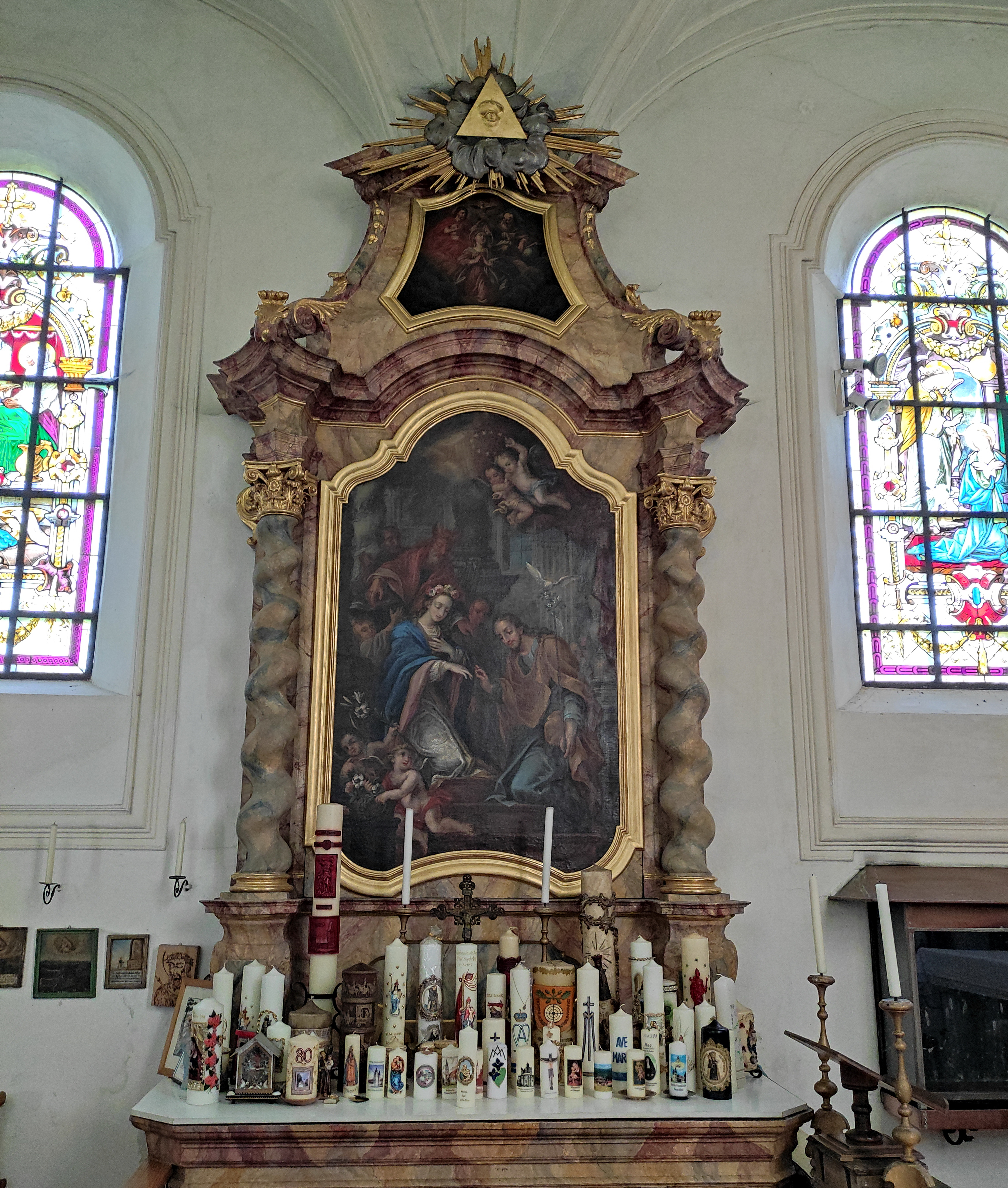
Seitenaltar

### Seitenaltar
Der Seitenaltar von 1744/45 ist schräg an die östliche Langhauswand gestellt. Sein Aufbau wird zwei gewundenen Säulen getragen. Das Altarblatt mit einer Darstellung der Vermählung Mariens mit Josef stammt ebenfalls von dem Landshuter Maler Georg Franz Fischer. Im Auszug sind ein weiteres Gemälde Fischers, eine Darstellung der Krönung Mariens zur Himmelskönigin, sowie das gleichseitige Dreieck als Symbol für die Heilige Dreifaltigkeit zu sehen.

### Kanzel
Gegenüber an der westlichen Langhauswand ist die klassizistische Kanzel angebracht, die 1795 vom Landshuter Schreinermeister Thomas Zimmermann gefertigt wurde. Am polygonalen Korpus befinden sich Medaillons mit Reliefdarstellungen der vier Evangelisten, die von Christian Jorhan d. Ä. geschaffen wurden.

### Votivgaben
An den Langhauswänden befinden sich zahlreiche Votivtafeln. Der Frühzeit der Wallfahrt ist zum Beispiel ein Bild von 1664 zuzuordnen, das von der ledigen Dienstmagd Regina aus Altfraunhofen gestiftet wurde. Es ist auf der rechten Langhausseite direkt neben dem Abschlussgitter angebracht. Dargestellt ist die Stifterin, die auf einer Ofenbank liegt und Kröten in einen auf dem Boden stehenden Teller speit. Es handelt sich dabei um ein sogenanntes Froschwunder, von dem auch an anderen Wallfahrtsstätten berichtet wurde. Die Kröte galt zur damaligen Zeit als ein Symbol für die Gebärmutter, weshalb Frauen vor der Geburt eines Kindes oder bei Schmerzen im Unterleib aus Wachs geformte Kröten als Votivgaben darbrachten. Aus falscher Scham wurde über derartige Frauenleiden nicht offen gesprochen. Unterhalb des Bildes steht: 1664. Regina ein ledige Dienst=Magd, bey 26. Jahre alt, von Altenfrauenhofen gebürtig, hatte einen Froschlaich getrunken, dahero in ihrem Leib die Frösche gewachsen, so man öffters in ihr schreien gehört. Niemand aber zu helfen wußte. Da man ihr aber ein Wasser brachte von disem Brünnl, trinckte sie, und brach zugleich vier Frösch, worauf sie ganz gesund anhero kommen, der Mutter Gottes gedanckt und alsdann einen Eydschwur hierüber abgelegt worden.
Daneben befinden sich auch neuere Votivtafeln in dem Kirchlein, zum Beispiel ein 1946 von dem Landshuter Künstler Veit Högner geschaffenes Bild, das an die Bombenangriffe auf Landshut gegen Ende des Zweiten Weltkriegs erinnert. Unterhalb einer Stadtansicht befindet sich folgender Text: Am 29. Dezember 1944, am 19. März, am 11. und 16. April des Jahres 1945 waren schwere Fliegerangriffe auf die Stadt Landshut in Bayern. Der Bahnhof und das umliegende Gelände wurden völlig zerstört, die Seligenthalerstraße, die Nikolastraße, die Lorettokirche, die Residenz, Häuser in anderen Straßen und in Achdorf schwer getroffen. Die Schwestergasse brannte nieder. Es gab viele tote Männer, Frauen und Kinder. Nach Artilleriebeschuß und nochmaligem Fliegerangriff kapitulierte die Stadt am 1. Mai und wurde von den Amerikanern besetzt. Von den abziehenden deutschen Truppen wurden vorher die Brücken gesprengt.

### Glasgemälde
Die vier rundbogigen Fenster in den beiden südlichen Jochen enthalten qualitätvolle Glasgemälde von Georg Pfaffenzeller aus dem Jahr 1892. Sie zeigen marianische Themen: Mariä Heimsuchung, die Immaculata, Mariä Geburt und die Verkündigung an Maria.

### Übrige Ausstattung
Die Stuhlwangen im Stile des frühen Rokoko stammen aus der Pfarrkirche St. Sebastian in Furth bei Landshut.

### Orgel

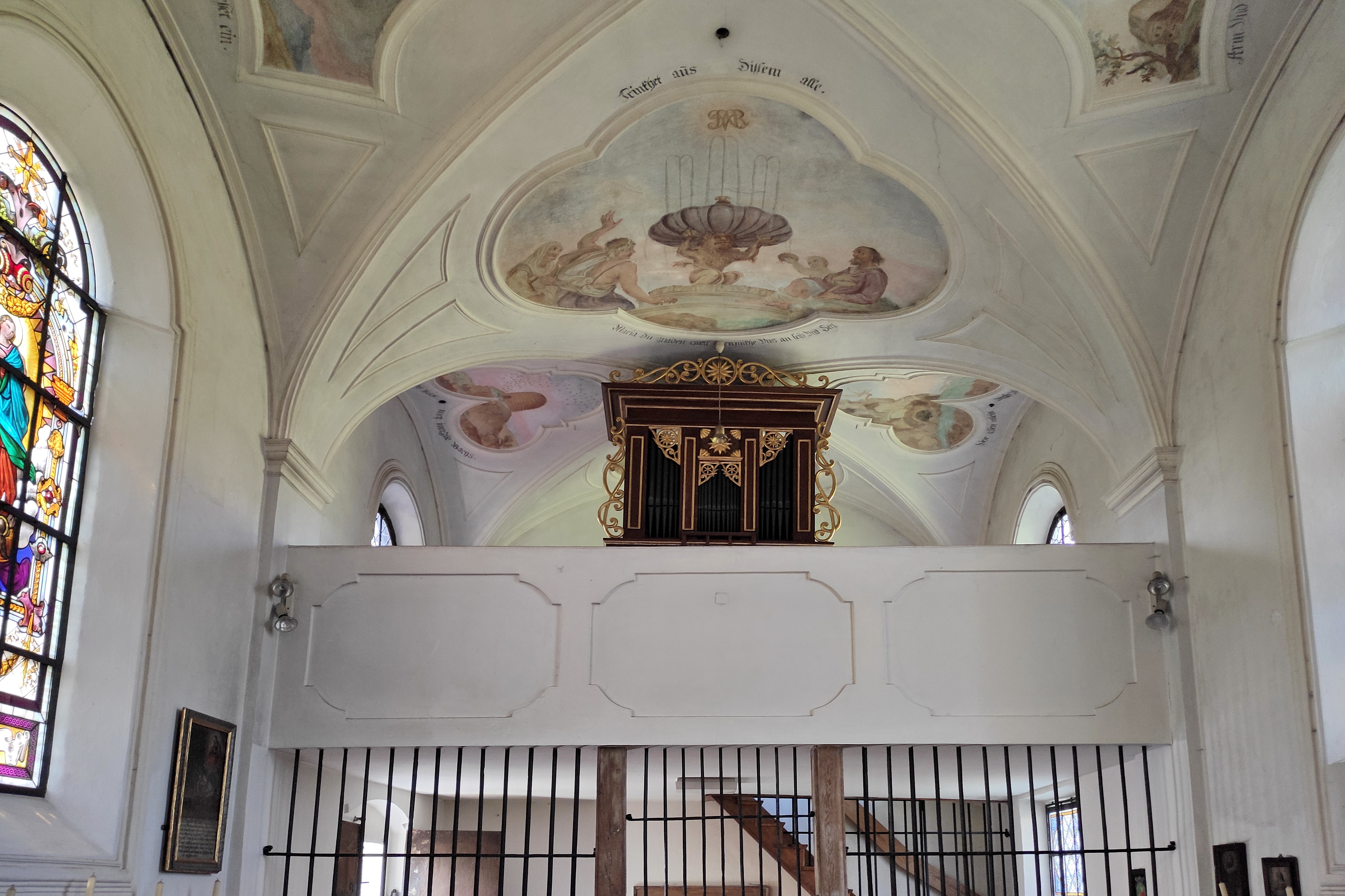
Empore mit Orgel

Auf der Empore befindet sich seit 1904 eine Orgel mit sechs Registern auf einem Manual und einem fest angekoppelten Pedal. Diese wurde 1832 von dem Landshuter Orgelbauer Joseph Schweinacher geschaffen und war ursprünglich in der Pfarrkirche Heilig Blut untergebracht. Das Schleifladeninstrument mit mechanischen Spiel- und Registertrakturen weist folgende Disposition auf:
| I Manual C–f3 |           |    |
| 1.            | Koppel    | 8′ |
| 2.            | Principal | 4′ |
| 3.            | Flöte     | 4′ |
| 4.            | Octav     | 4′ |
| 5.            | Mixtur II |    |

| Pedal C–f1 |          |    |
| 6.         | Octavbaß | 8′ |

### Glocken
Der Zwiebelturm verfügt über einen hölzernen Glockenstuhl mit zwei Glocken, die noch heute von Hand geläutet werden. Beide Glocken mussten im Zweiten Weltkrieg abgeliefert werden, kamen aber durch glückliche Umstände zurück in das Wallfahrtskirchlein. Über das Alter der größeren Glocke ist nichts Genaues bekannt, in die kleinere ist die Jahreszahl 1900 eingeritzt.